# Lambert le Tort
Lambert le Tort (ancien français Lamberz li Tors) est un poète français du Moyen Âge, qui a composé vers 1170 une version en ancien français du Roman d'Alexandre, en dodécasyllabes.

## Biographie
La seule chose qu'on sait de la vie de Lambert le Tort, en dehors de l'époque où il a écrit, est qu'il était un « clerc de Châteaudun », renseignement donné par son continuateur Alexandre de Bernay :
| La verté de l'estoire, si com li rois la fist Uns clers di Chastiaudun, Lambers li Tors, l'escrist Qui du latin la traist et en romans la mist. |

Il est parfois appelé à tort Lambert le Court, mais cette appellation vient d'un manuscrit fautif qui porte li Cors au lieu de li Tors. Cette version est néanmoins contestée par l'œuvre "Le Magasin pittoresque" publié en 1835, qui maintient que cette erreur résulterait d'un changement orthographique.

## Œuvre
La part de Lambert le Tort dans l'élaboration de l'œuvre composite qu'est le Roman français d'Alexandre, dont la forme la plus aboutie est la version due à Alexandre de Bernay, a été mise en évidence en 1882 par Paul Meyer, précisé et corrigé par des critiques ultérieurs ; on lui doit essentiellement ce qui est devenu la « branche III », le récit de l'expédition en Orient.
Lambert ne semble pas avoir voulu reprendre l'histoire de l'enfance et des premiers exploits d'Alexandre, déjà racontés par ses prédécesseurs ; il a composé une continuation.
L'œuvre de Lambert le Tort n'est pas connue directement, mais seulement à travers ce qui en est passé dans la compilation d'Alexandre de Bernay.